# Графичар (Белград)
Футбольний клуб Графичар (Белград) або просто Графичар (серб. Фудбалски клуб Графичар Београд) — сербський футбольний клуб з міста Белград. Виступає в Сербській лізі Белград, третьому дивізіоні сербського чемпіонату.

## Історія
Заснований у 1922 році. Базується в передмісті Белграда — Сеняк. У сезоні 2015/16 років команда виграла Белградську зональну лігу. З 2017 року «Графичар» став фарм-клубом «Црвени звезди» і займається підготовкою молодих гравців для свого іменитого партнера, також у команді часто виступають колишні футболісти «Црвени звезди». У сезоні 2017/18 року команда стала срібним призером Сербської ліги Белград. Починаючи з сезону 2018/19 років клуб більше не виступає в Сеняку, натомість домашні поєдинки проводить на запсному стадіоні «Црвени звезди».

## Досягнення
- Сербська ліга Белград
  -  Срібний призер (1): 2017/18

- Белградська зональна ліга
  -  Чемпіон (1): 2015/16

## Статистика виступів
| Сезон    | Ранг | Ліга                  | Місце | Іг | В  | Н  | П  | ЗМ | ПМ | РМ  | О  | Кубок             |
| -------- | ---- | --------------------- | ----- | -- | -- | -- | -- | -- | -- | --- | -- | ----------------- |
| 2009/10. | 3    | Сербська ліга Белград | 14.   | 30 | 9  | 7  | 14 | 28 | 44 | -16 | 34 | Не кваліфікувався |
| 2010/11. | 3    | Сербська ліга Белград | 15.   | 30 | 10 | 7  | 13 | 34 | 36 | -2  | 37 | Не кваліфікувався |
| 2011/12. | 4    | Белградська зона      | 9.    | 34 | 12 | 10 | 12 | 43 | 49 | -6  | 46 | Не кваліфікувався |
| 2012/13. | 4    | Белградська зона      | 4.    | 32 | 16 | 6  | 10 | 49 | 35 | +14 | 54 | Не кваліфікувався |
| 2013/14. | 4    | Белградська зона      | 14.   | 30 | 6  | 9  | 15 | 27 | 41 | -14 | 27 | Не кваліфікувався |
| 2014/15. | 4    | Белградська зона      | 5.    | 28 | 12 | 5  | 11 | 31 | 38 | -7  | 41 | Не кваліфікувався |
| 2015/16. | 4    | Белградська зона      | 1.    | 28 | 20 | 6  | 2  | 72 | 22 | +50 | 66 | Не кваліфікувався |
| 2016/17. | 3    | Сербська ліга Белград | 5.    | 30 | 13 | 6  | 11 | 49 | 46 | +3  | 45 | Не кваліфікувався |
| 2017/18. | 3    | Сербська ліга Белград | 2.    | 30 | 17 | 8  | 5  | 59 | 30 | +29 | 59 | Не кваліфікувався |
| 2018/19. | 3    | Сербська ліга Белград | -     | -  | -  | -  | -  | -  | -  | -   | -  | Не кваліфікувався |

## Відомі гравці
- Горан Буньєвчевич
- Марин Міок